# Judy-Joy Davies
 Judith Joy „Judy-Joy” Davies (ur. 5 czerwca 1928, zm. 27 marca 2016) – australijska pływaczka. Brązowa medalistka olimpijska z Londynu.
Zawody w 1948 były jej pierwszymi igrzyskami olimpijskimi. Medal zdobyła na dystansie 100 metrów stylem grzbietowym. Zdobyła trzy złote medale Igrzysk Imperium Brytyjskiego w 1950. Indywidualnie wygrała na 110 jardów stylem grzbietowym oraz zwyciężyła w sztafetach w stylu dowolnym i zmiennym. Brała udział w igrzyskach w 1952.